# Eugenio Montiel
Eugenio Montiel (Asunción, Paraguay, 28 de septiembre de 1991) es un futbolista paraguayo, que juega de lateral izquierdo.
Se destacó desde su debut en el apertura 2012 con Olimpia; precisamente en dicha categoría, por anotar el gol de la victoria para su equipo, en un partido del campeonato paraguayo.

## Clubes
| Club              | País     | Año         |
| ----------------- | -------- | ----------- |
| Olimpia           | Paraguay | 2012 - 2014 |
| San Lorenzo       | Paraguay | 2015        |
| General Caballero | Paraguay | 2016        |
| Rubio Ñu          | Paraguay | 2017        |
| Club River Plate  | Paraguay | 2019        |